# Main Beach (Queensland)
Main Beach (früher Southport East) ist ein Vorort der Stadt Gold Coast in Queensland, Australien. Während der Volkszählung 2021 lebten 3.998 Personen in dem Ort.

## Geographie
Die Grenzen von Main Beach sind durch eine Düne zwischen dem Meer und dem Nerag River im Norden definiert. An der Mündung des Flusses ist ein natürliches Becken für Boote.

## Geschichte
Während der Jahre als Southport das Zentrum der Aktivitäten der Küste war, wurden Besucher mit einer Fähre über Broadwater gefahren, um am Main Beach zu surfen. 1926 wurden die ersten Ferienhäuser errichtet. Da der Strand der wichtigste Surfstrand von ganz Southport war, bekam er den Namen „Main Beach“.
Der Bau der Sundale Bridge und die Abzweigung der Autobahn in West Main Beach in den späten 1960er Jahren machten den Vorort noch leichter zugänglich. Die Brücke überspannt den Nerang River und verbindet damit die Vororte von Southport und Main Beach. Nach dem Brückenbau gewann Main Beach immer mehr an Popularität. Jetzt gibt es entlang des Strandes zahlreiche Hotels oder Freizeitparks.

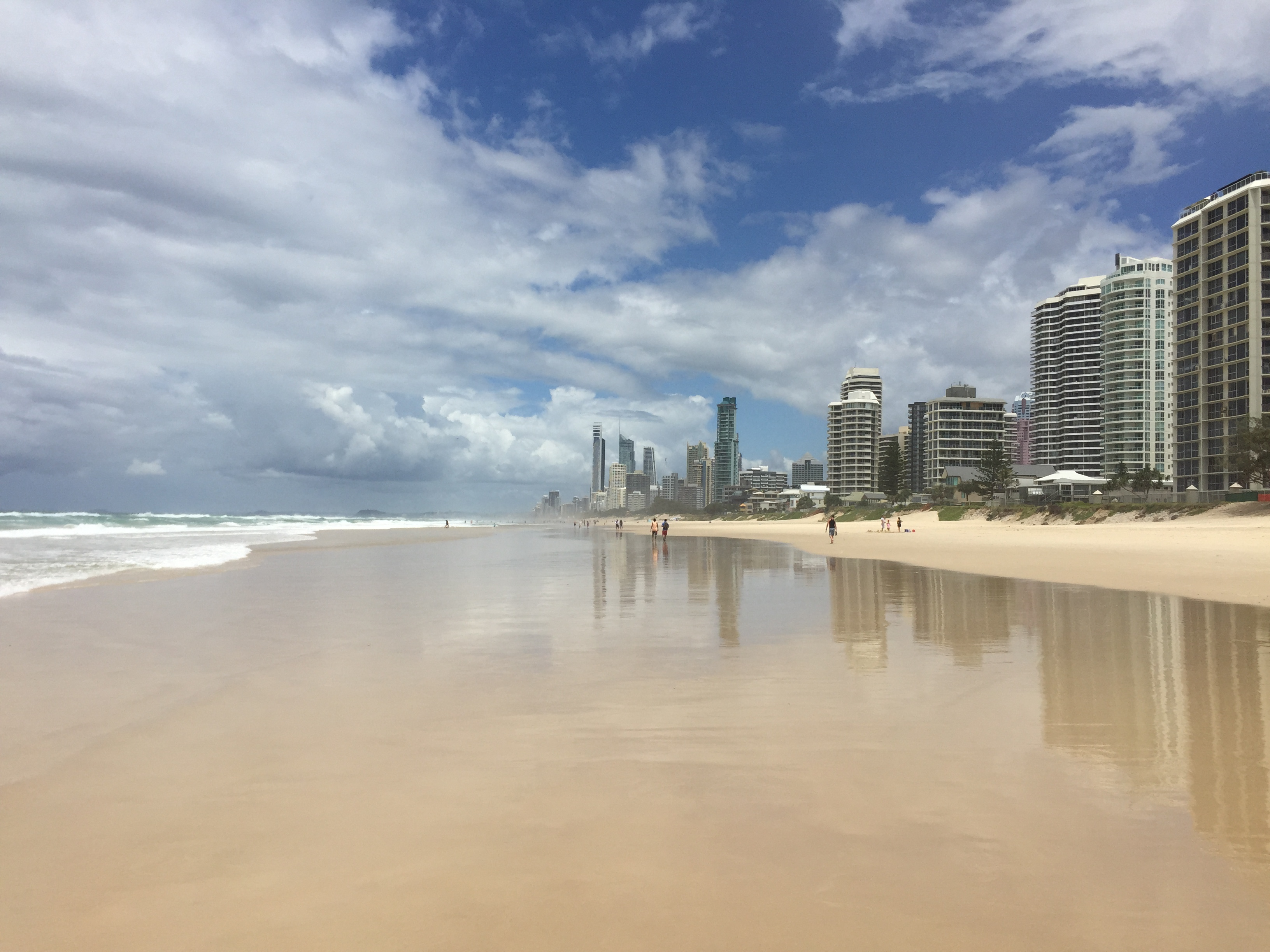
Main Beach bei Ebbe
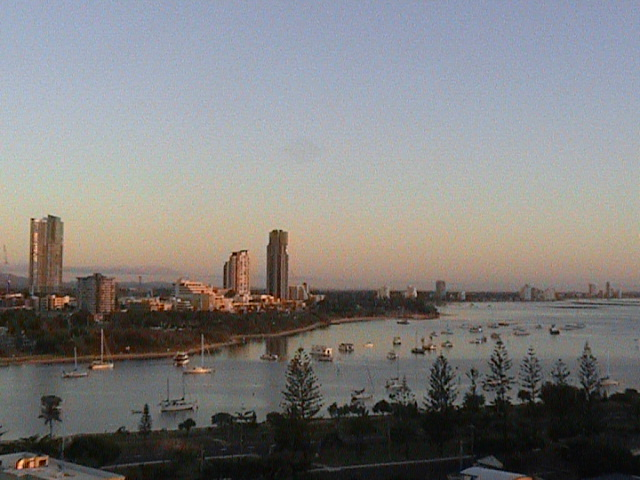
Sicht nach Norden zu Southport (2007)
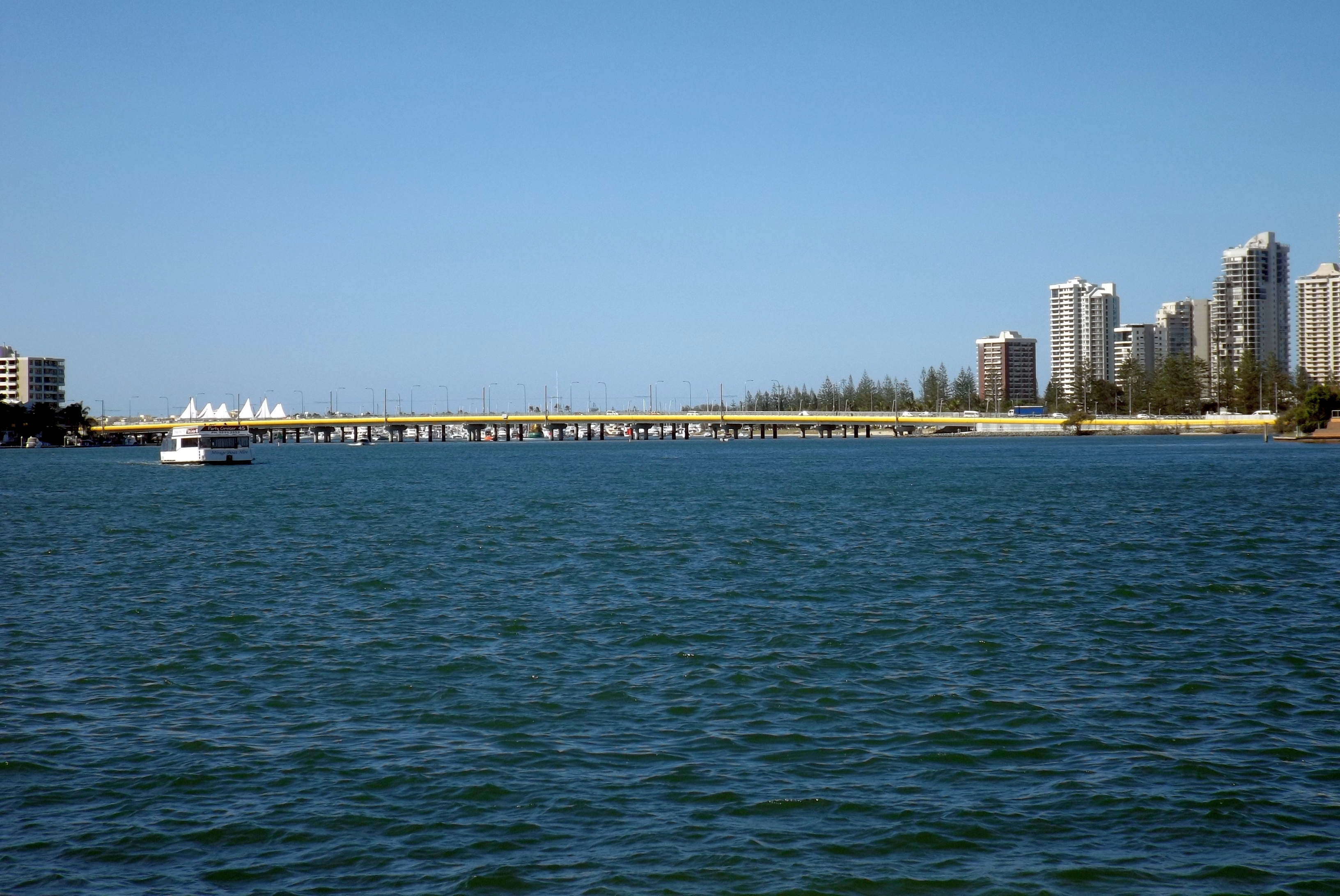
Sundale Bridge